# Apogon diversus
Apogon diversus är en fiskart som först beskrevs av Smith och Lewis Radcliffe 1912.  Apogon diversus ingår i släktet Apogon och familjen Apogonidae. Inga underarter finns listade i Catalogue of Life.